# George Hilsdon
George Richard „Gatling Gun” Hilsdon (ur. 10 sierpnia 1885 w Wielkim Londynie, zm. 10 września 1941 w Leicester) – angielski piłkarz grający niegdyś na pozycji napastnika. Nosił przydomek Gatling Gun z powodu zdolności do częstego zdobywania bramek. Jego brat, Jack Hilsdon, w ówczesnych czasach również był piłkarzem i występował w West Ham United.
Hilsdon do Chelsea trafił w 1906 roku z West Ham United, w którego barwach rozegrał w lidze 16 meczów i strzelił siedem goli. W swoim debiucie w drużynie The Blues zdobył pięć bramek w wygranym 9:2 spotkaniu z Glossop North End. 11 stycznia 1908 roku sześciokrotnie trafiał do siatki Worksop Town F.C. w spotkaniu Pucharu Anglii. Ten wynik jest niepobitym do dziś rekordem Chelsea, jeśli chodzi o gole strzelone w jednym meczu. W jednym z programów meczowych został opisany jako „żywy dowód na to, że nie trzeba się urodzić na północ od rzeki Tweed, aby stać się wspaniałym piłkarzem”.
W swoim pierwszym sezonie spędzonym na Stamford Bridge Hilsdon strzelił 27 goli, czym w znacznym stopniu przyczynił się do pierwszego w historii awansu Chelsea do First Division. W przeciągu następnych trzech lat zaliczył 75 trafień w 99 spotkaniach. Jego późniejsza kariera w The Blues była hamowana przez częste kontuzje oraz życiowe problemy (walka z alkoholizmem), jednakże w sezonie 1910/11 zdołał strzelić 19 goli. Hilsdon został pierwszym graczem The Pensioners, który zdobył ponad 100 bramek, zaś występy w Chelsea zakończył ze 107 trafieniami w 164 grach i na liście najskuteczniejszych zawodników The Blues zajmuje obecnie dziewiąte miejsce.
Dobre występy w klubie spowodowały, że Hilsdon był powoływany do reprezentacji swojego kraju, w której często grał ze swoim klubowym kolegą, Jimmym Windridgem. W kadrze zadebiutował 16 lutego 1907 w spotkaniu z Irlandią. Łącznie strzelił 14 goli, w tym cztery w meczu z Węgrami latem 1908 roku. Ostatni występ w barwach narodowych zaliczył w lutym 1909 roku, kiedy to zagrał w pojedynku z Irlandią. Zdobył wówczas dwie bramki, które dały Anglikom zwycięstwo 4:0.
W 1912 roku Hilsdon powrócił do swojego macierzystego klubu, West Hamu i w sezonie 1912/13 został jego najlepszym strzelcem z wynikiem 17 goli w 36 grach. W Młotach występował przez trzy lata, po czym w 1915 roku zakończył swoją karierę.
Gdy wybuchła wojna, Hilsdon nie zamierzał iść do wojska. Jego pasją niezmiennie pozostawała piłka, w którą wciąż grywał we wschodnim Londynie. Policja zaprowadziła go jednak siłą do ośrodka poboru i wówczas został wcielony do armii. Po wojnie definitywnie zakończył swoją karierę i zajął się prowadzeniem pubu. Zmarł w Leicester w 1941 roku, a na jego pogrzeb przybyły zaledwie cztery osoby. Nie doczekał się swojego nagrobka, żaden kamień nie zdobi jego grobu. Tylko powietrzny wiatraczek uformowany w sylwetkę piłkarza i umieszczony na wschodniej trybunie Stamford Bridge przypomina, że niegdyś występował tam taki zawodnik.